# Bickenbach (Hunsrück)

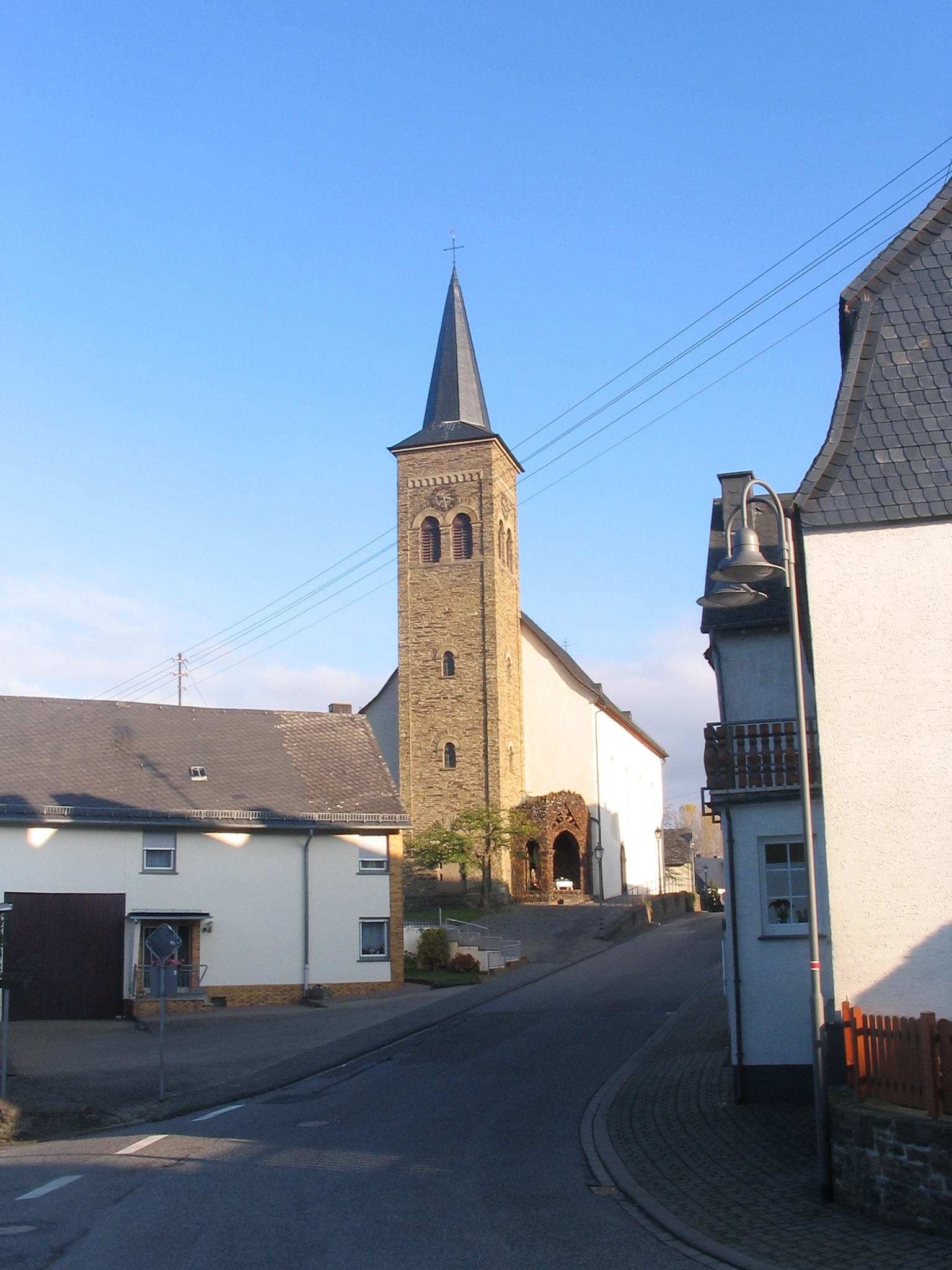
Katholische Pfarrkirche St. Stephan

Bickenbach ist eine Ortsgemeinde im Rhein-Hunsrück-Kreis in Rheinland-Pfalz. Sie gehört der Verbandsgemeinde Hunsrück-Mittelrhein an.

## Geographie
Bickenbach liegt zwischen der Hunsrückhöhenstraße und dem Tal des Baybachs.
Zu Bickenbach gehören auch die Wohnplätze Am Backofen, Sonntagsmühle, Lindenhof, Birkenhof, Berghof und Grabenhof.
Nachbarorte von Bickenbach sind die Ortsgemeinden Thörlingen im Norden, Niedert im Osten, Hausbay und Lingerhahn im Südosten, Braunshorn im Süden, Beltheim im Südwesten sowie Gondershausen im Nordwesten.

## Geschichte
1147 findet sich  der erste schriftliche Nachweis über das Bestehen von Bickenbach. Der Ort gehörte zum Gallscheider Gericht, das seit 1453 im unbestrittenen Besitz Kurtriers stand.
Mit der Annexion des Linken Rheinufers (1794) durch französische Revolutionstruppen wurde der Ort französisch. Von 1798 bis 1814 gehörte Bickenbach zum Kanton Boppard im Rhein-Mosel-Departement und von 1800 an zur Mairie Halsenbach. Aufgrund der auf dem Wiener Kongress (1815) getroffenen Vereinbarungen wurde die Region dem Königreich Preußen zugeordnet. Unter der preußischen Verwaltung kam Bickenbach 1816 zur Bürgermeisterei Pfalzfeld im Kreis Sankt Goar und zum  Regierungsbezirk Koblenz in der Provinz Großherzogtum Niederrhein (ab 1822 Rheinprovinz).
Nach dem Ersten Weltkrieg zeitweise französisch besetzt und nach dem Zweiten Weltkrieg der französischen Besatzungszone zugehörig, ist der Ort seit 1946 Teil des damals neu gebildeten Landes Rheinland-Pfalz. Seit 1970 gehörte die Ortsgemeinde Bickenbach der Verbandsgemeinde Emmelshausen an, die zum 1. Januar 2020 mit der Verbandsgemeinde Sankt Goar-Oberwesel zur Verbandsgemeinde Hunsrück-Mittelrhein fusionierte.
Bevölkerungsentwicklung
Die Entwicklung der Einwohnerzahl der Gemeinde Bickenbach, die Werte von 1871 bis 1987 beruhen auf Volkszählungen:
| Jahr | Einwohner |
| ---- | --------- |
| 1815 | 241       |
| 1835 | 436       |
| 1871 | 447       |
| 1905 | 448       |
| 1939 | 412       |
| 1950 | 387       |
| 1961 | 374       |

| Jahr | Einwohner |
| ---- | --------- |
| 1970 | 369       |
| 1987 | 354       |
| 1997 | 361       |
| 2005 | 344       |
| 2011 | 340       |
| 2017 | 334       |
| 2023 | 370       |

## Politik

### Gemeinderat
Der Gemeinderat in Bickenbach besteht aus acht Ratsmitgliedern, die bei der Kommunalwahl am 9. Juni 2024 in einer Mehrheitswahl gewählt wurden, und dem ehrenamtlichen Ortsbürgermeister als Vorsitzendem.

### Bürgermeister
Ortsbürgermeister ist Marco Mohr. Bei der Direktwahl am 26. Mai 2019 wurde er mit einem Stimmenanteil von 82,63 % gewählt und ist damit Nachfolger von Heribert Müller, der nicht mehr angetreten war. Bei der Direktwahl am 9. Juni 2024 wurde Mohr ohne Gegenkandidat mit 82,8 % der Stimmen in seinem Amt bestätigt.

### Wappen
| Wappen von Bickenbach | Blasonierung: „Schild geteilt, oben in Rot ein silberner Balken, unten in Gold, vorne ein schwarzes Buch belegt mit drei silbernen Steinen, hinten ein grüner Palmzweig,“ |
| Wappen von Bickenbach | Wappenbegründung: Der obere Schildteil nimmt Bezug zum ehemaligen Gallscheider Gericht. Der untere Schildteil zeigt die Symbole des Hl. Stephanus, dem Kirchenpatron der Pfarrkirche zu Bickenbach. Das Wappen wurde nach einem Gerichtssiegel aus dem Jahre 1632 gestaltet. |

## Kultur und Sehenswürdigkeiten

### Pfarrkirche St. Stephanus
Die schon um 1330 erwähnte Pfarrkirche wurde 1771/1772 unter dem Baumeister Johann Neurohr als barocker Saalbau neu errichtet. Der neuromanische Westturm stammt aus dem Jahr 1855, die Grotte mit einer Marienskulptur entstand im 19. Jahrhundert.
Im Inneren der Kirche befindet sich eine von den Gebrüdern Friedrich und Ernst Stumm gebaute Orgel aus dem Jahr 1869. Das mit mechanischer Traktur und Schleifladen ausgestattete Instrument verfügt über 16 Register auf zwei Manualen und Pedal. 1983 wurde es durch Orgelbau Vleugels umfassend restauriert.
| I Hauptwerk C–f3 |                |    |
| 1.               | Prinzipal      | 8' |
| 2.               | Gedackt        | 8' |
| 3.               | Gamba          | 8' |
| 4.               | Octav          | 4' |
| 5.               | Flaut          | 4' |
| 6.               | Quint          | 3' |
| 7.               | Octav          | 2' |
| 8.               | Trompete Baß   | 8' |
| 9.               | Trompete Disc. | 8' |

| II Unterwerk C–f3 |                  |    |
| 10.               | Lieblich Gedackt | 8' |
| 11.               | Salicional       | 8' |
| 12.               | Geigenprinzipal  | 4' |
| 13.               | Fernflöte        | 4' |

| Pedal C–d1 |              |     |
| 14.        | Subbaß       | 16' |
| 15.        | Prinzipalbaß | 8'  |
| 16.        | Violonbaß    | 8'  |

- Koppeln: II/I, I/P

### Weitere Kulturdenkmäler
Neben der Pfarrkirche St. Stephanus werden in der Denkmalliste des Landes Rheinland-Pfalz (Stand: 2024) noch folgende Kulturdenkmäler genannt:
- Tanzsaal in der Hauptstraße, ein um 1925 errichteter Putzbau („Kläsersch Saal“)[10]
- Wendelkreuz, ein Wegekreuz nordwestlich des Ortes, bezeichnet 1702

Siehe auch: Liste der Kulturdenkmäler in Bickenbach

## Wirtschaft und Infrastruktur
Bickenbach liegt an der Landesstraße 215, die etwa einen Kilometer südöstlich des Ortes eine Anbindung an die Bundesstraße 327 (Hunsrückhöhenstraße) gewährleistet. Von der L 215 zweigt im Ort die Kreisstraße 102 nach Thörlingen ab.

## Persönlichkeiten
- Carina Konrad (* 1982), Agraringenieurin und Politikerin (FDP), MdB.[11]